# 통도환타지아
통도환타지아(Tongdo fantasia)는 대한민국 경상남도 양산시 하북면에 위치한 놀이공원이다. 공원 한 가운데에 못안못이라고 하는 큰 연못이 있으며, 공원 부지의 오른쪽에는 워터파크 통도아쿠아환타지아가 입지하고 있다. 현재 코로나19 사태 이후 무기한 휴장을 하고 있다.

## 놀이 시설
- 쥬라기 어드벤쳐
- 환타지아 스페셜
- 플리퍼
- 프리스윙
- 바이킹
- 아폴로
- 범퍼카
- 콘돌
- 4D입체영상관
- 회전목마
- 환타지아 미니특급(청룡열차)
- 우주전투기
- 풍선여행
- 하늘자전거
- 대관람차
- 다람쥐통
- 닌자거북이
- 해피스카이
- 써키드 2000
- 코인라이드
- 드라큘라백작의초대
- 혹성탈출
- 눈썰매장
- 환타지아 호수여행
- 미니동물원
- 키즈파크